# Gåbense Færgegård
Gåbense Færgegård er en færgegård i landsbyen Gåbense på nordkysten af Falster i det sydøstlige Danmark. Det er en trelænget gård, der har været fredet siden 1950.

## Historie
Gåbense har fungeret som færgehavn for færgefarten mellem Falster og Sjælland. Den kongelige licens til at drive færgefart nævnes første gang i Jens Sjællandsfars livsbrev (1523) mod en afgift til Nykøbing Slot. Den nuværende færgegård kan dateres tilbage til omkring år 1600. Bygningen fungerede også som postkontor.
Færgehavnen i Gåbense blev flyttet vestpå til Orehoved, da jernbanen åbnede i 1872. En ny bilfærge, der sejlede mellem Gåbense og Vordingborg fra 1916 blev indstillet da Storstrømsbroen blev indviet i 1936. Gåbense Færgegård blev fredet i 1950.